# El Colorado, San Felipe
El Colorado är en ort i Mexiko.   Den ligger i kommunen San Felipe och delstaten Guanajuato, i den centrala delen av landet, 300 km nordväst om huvudstaden Mexico City. El Colorado ligger 2 089 meter över havet och antalet invånare är 124.
Terrängen runt El Colorado är platt åt sydost, men åt nordväst är den kuperad. Runt El Colorado är det ganska glesbefolkat, med 31 invånare per kvadratkilometer. Närmaste större samhälle är San Felipe, 5,2 km norr om El Colorado. Trakten runt El Colorado består i huvudsak av gräsmarker.